# Liste der Monuments historiques in Saint-Pierre-du-Chemin
Die Liste der Monuments historiques in Saint-Pierre-du-Chemin führt die Monuments historiques in der französischen Gemeinde Saint-Pierre-du-Chemin auf.

## Liste der Bauwerke
| Bezeichnung           | Beschreibung              | Standort | Kennzeichnung | Schutzstatus | Datum | Bild           |
| --------------------- | ------------------------- | -------- | ------------- | ------------ | ----- | -------------- |
| Schloss La Ménardière | Erbaut im 15. Jahrhundert | (Lage)   | PA00110260    | Inscrit      | 1976  |                |
| Kirche St-Pierre      |                           | (Lage)   | PA00110261    | Classé       | 1906  | weitere Bilder |

## Liste der Objekte
- Monuments historiques (Objekte) in Saint-Pierre-du-Chemin in der Base Palissy des französischen Kultusministeriums